# Білі Роси
«Білі Роси» (рос. «Белые Росы») — білоруський радянський художній фільм, поставлений на кіностудії «Білорусьфільм» у 1983 році режисером Ігорем Добролюбовим.

## Сюжет
Федос Ходас — ветеран праці і трьох воєн, поважна людина в селі Білі Роси. Він вже давно овдовів і має трьох дорослих синів. Старший надмірно розважливий, молодший занадто веселий, середній поїхав у далекі краї і як він тепер — батькові невідомо...

## У ролях
- Всеволод Санаєв — Федор (Федос) Филимонович Ходас
- Микола Караченцов — Васька Ходас, молодший син
- Михайло Кокшенов — Сашка Ходас, середній син
- Геннадій Гарбук — Андрей Ходас, старший син
- Борис Новиков — Тимофій, друг і сусід Федоса
- Галина Польських — Маруся, дружина Васьки
- Наталія Хорохоріна — Вєрка, почтальйон, однокласниця і наречена (в кінці фільма — дружина) Сашки
- Станіслав Садальський — Мішка Кісєль
- Стефанія Станюта — бабка Мар'я («Кіселіха»), мати Мішки Кісєля
- Ірина Єгорова — Ірина («Кобра»), дружина Андрія
- Олександр Безпалий — Мішка, друг Сашки
- Юрій Кухарьонок — Скворцов, міліціонер
- Юлія Космачова — Галюня, дочка Васьки

## Творча група
- Сценарій: Олексій Дударєв
- Режисер: Ігор Добролюбов
- Оператор: Григорій Масальський
- Композитор: Ян Френкель